# جبل مونت ديابلو

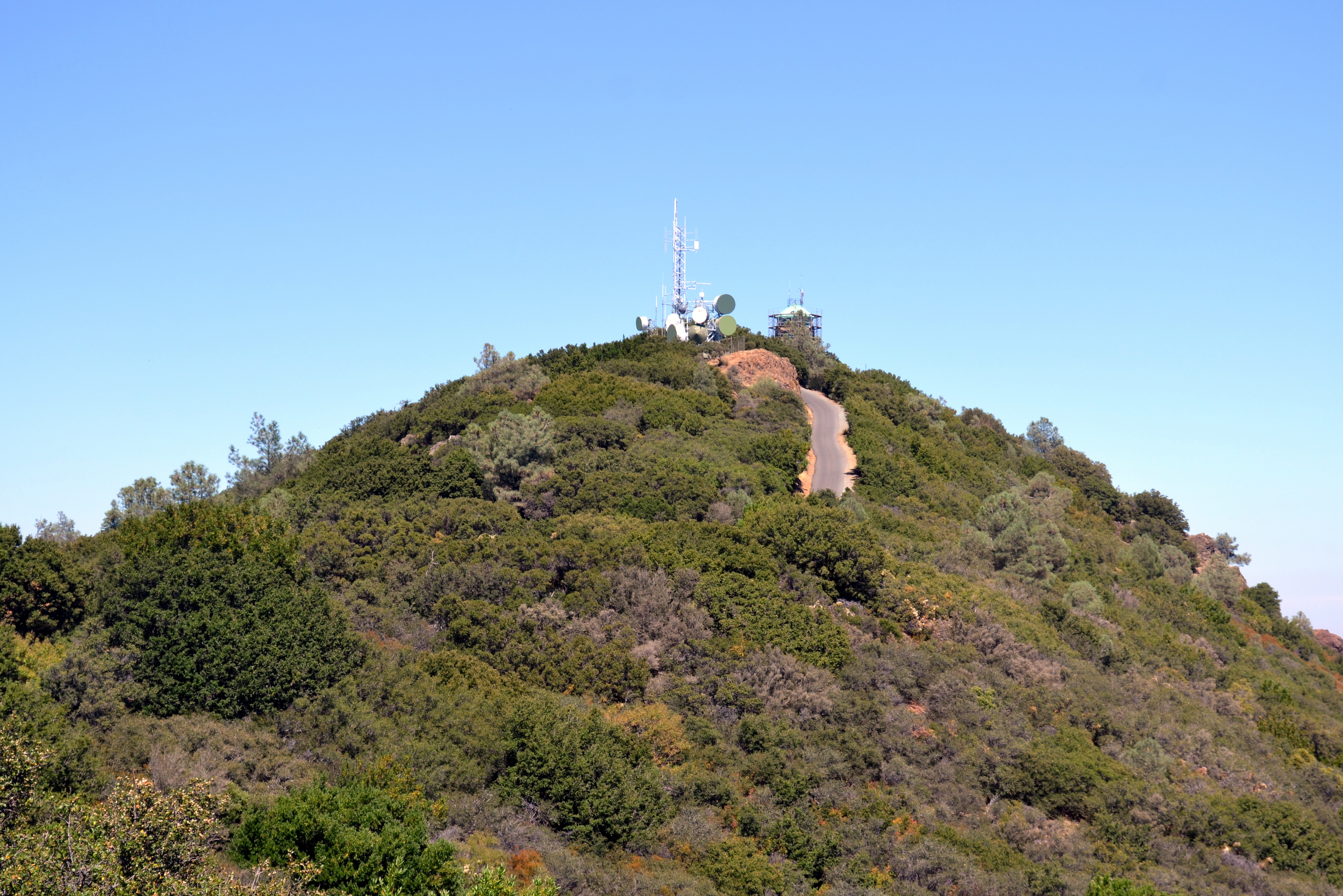
قمة جبل ممونت ديابلو

يقع جبل مونت ديابلو ضمن سلسلة جبال ديابلو في مقاطعة كونترا كوستا شرقي منطقة خليج سان فرانسيسكو في شمال كاليفورنيا. أيّ على جنوب مدينة كلايتون وشمال شرقي مدينة دانفيل.
وهي منطقة معزولة بقمة قببية بإرتفاع 3,849 قدماً (1,173 متراً)، يمكن رؤيتها من معظم منطقة خليج سان فرانسيسكو. يمكن رؤية جبل مونت ديابلو من زوايا عديدة على أنه هرم مزدوج وله العديد من القمم الفرعية، أكبرها وأقربها تلك التي تقع في منتصف الهرم المزدوج، القمة الشمالية، يبلغ ارتفاعها تقريباً حوالي 3,557 قدم (1,084 متر) وتبعد حوالي ميل شمال شرق القمة الرئيسية.
يمكن الوصول إلى القمة مشياً اوبإستخدام الدراجة الهوائية أو السيارة. طريق الوصول يقع شمالي طريق البوابة أو جنوبي طريق البوابة.

## الجغرافية
يمكن الوصول إلى القمة سيرًا على الأقدام أو باستخدام الدراجة أو السيارة. امكانية الوصول إلى الطريق عبر طريق البوابة الشمالية أو طريق البوابة الجنوبية.

### منتزه مونت ديابلو الحكومي
تعتبر قمة جبل مونت ديابلو منتزهاً حكومياً، تبلغ مساحته حوالي 20 الف فدان (8,000 هكتار). كان المنتزه عبارة عن رقعة خضراء شاسعة -طِبقاً لمؤسسة» انقاذ جبل مونت ديابلو «- وتحتوي الآن على 38 محمية، بضمنها مساحات من مدن مجاورة ومتنزهات محلية ومستجمعات مائية معزولة في بعض المناطق بأراضي خاصة محمية بحقوق الإرتفاق للحفاظ على الموارد. تبلغ مساحة الأراضي المحمية حول جبل مونت ديابلو وداخله حوالي 90 الف فدان (36 الف هكتار). تبلغ رسوم الركن للسيارة الواحدة عند طريق الدخول إلى المنتزه 6 دولارات عبر مزرعة ماسيدو (جهة دانفيل) أو وادي ميتشيل (جهة كلايتون)، و10 دولارات عبر طريق البوابة الجنوبية (جهة دانفيل) أو طريق البوابة الشمالية (جهة خليج والنت) مؤدياً إلى الجبل.

### مدى الرؤية
عندما يكون الجو صحواً، يمكن رؤية سلسلة» سييرا نيفادا «الجبلية بوضوح. ويمكن رؤيتها بشكل أفضل بعد عاصفة ثلجية حيث تظهر جبال السلسلة المغطاة بالثلج، وتظهر ضبابية في أيام فصل الصيف. تبعد» قمة لاسن «عن السلسلة حوالي 181 ميلاً (291 كيلومتر)، والتي نادراً ما يمكن رؤيتها فوق منحنى الأرض. يمكن رؤية» جبل سينتينيل «دوم الواقع في منتزه» يوسميتي «الوطني، لكن يختفي جرف نصف القبة عند نتوء جبلي ذو ارتفاع 8000 قدم 119.6657 درجة غرباً-37.755 درجة شمالاً. ثمانية جسور يمكن مشاهدتها، بالترتيب من الغرب إلى الشرق: جسر سان ماتيو-هايوارد وجسر سان فرانسيسكو-اوكلاند وجسر البوابة الذهبية وجسر ريتشموند-سان رافاييل وجسر كاركينز وجسر بنيسيا-مارتينز وجسر أنتيوك وجسر ريو-فيستا.
يُزعَم أن مدى رؤية جبل مونت ديابلو هو الأكبر في العالم- أو ثاني أكبر بعد جبل» كيليمانجارو «، وهي إدعاءات لا تستند على أُسس صحيحة. لكنه في الحقيقة يعد مصدراً للتباهي كونه أحد الجبال ذات مدى الرؤية الأكبر غرب الولايات المتحدة وله دور مهم في تاريخ مدينة كاليفورنيا. توجد قمم أخرى أطول في الولايات المتحدة لا تعد ولا تحصى، لكن يتميز مونت ديابلو بتضاريسه المرتفعة بالنسبة لجبل بهذا الارتفاع. يطل على معظم منطقة خليج سان فرانسيسكو ودلتا نهر سكرامينتو-سان واكين وسنترل فالي، ويمكن رؤيته بشكل جيد حتى من منطقة العرق الأم،
جميع تلك المناطق كانت مهمة في فترة حمى الذهب والاستقلال، مما جعلها مرجعاً هاماً في رسم الخرائط والمِلاحة. تعتبر القمة الجبلية إشارة مرجعية لإستقصاء الأراضي في معظم مناطق شمال كاليفورنيا ونيفادا.

## التاريخ الثقافي

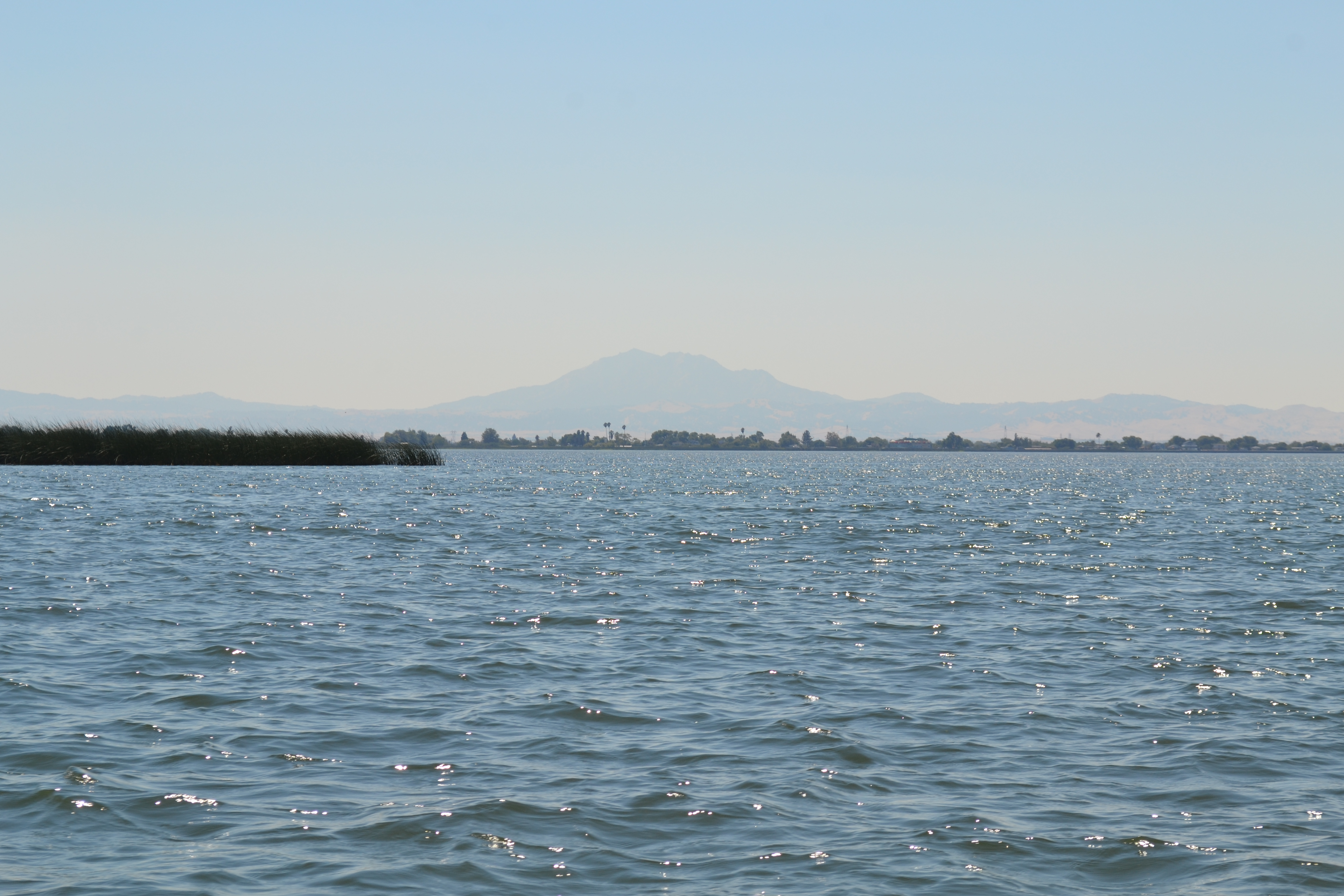
جبل مونت ديابلو كما يُرى من منطقة فرانكس في دلتا نهر ساكرامنتو-سان جواكين

يقدس معظم الامريكيين الاصليين في كاليفورنيا جبل مونت ديابلو وطبقاً لأساطير» الميوك «و» الأولون «، يعتبر نقطة بداية الخلق. وسابقاً في المجتمع الأوروبي، تنوعت حكايات الخليقة عبر المجاميع المحلية المحيطة. في أحد المخطوطات السردية الناجية، أُحيط كل من جبل مونت ديابلو وقمة ريد (جبل مونت تامباليس) بالمياه، ومن هاتين الجزيرتين خلق» كايوتي ذئب البراري «ومساعده» الرجل الصقر «الامريكيين الاصليين والعالم. وفي أُخرى، جلب» مولوك الكندور «حفيده» ويك ويك البطل النسر «، من داخل الجبل.

### التسميات السابقة
عاشت حوالي 25 مجموعة قبلية من اقاليم معروفة في ريف الخليج الشرقي المُحيط بالجبل. كان أُناسها يتحدثون بلهجات لثلاث لغات مختلفة:
» الأولونية «ولغة خليج» ميواك «و» يوكوت الوادي الشمالي «. أطلق متحدثوا لغة» التشوتشينيو «الأولانيين من بعثة سان جوزيه ومنطقة الخليج الشرقي تسمية» تويشتاك «على الجبل، وتعني» عند فجر التاريخ «. وفي الأراضي المجاورة، أطلق عليه شعب نيسينا في وادي سكرامينتو تسمية» سوكو جامان «وتعني» جبل الكلب «، والذي اوضح سبب التسمية كبيرهم دالبرت كاسترو مرة في قوله: «هو المكان الذي جاءت منه الكلاب اثناء التبادل التجاري». سمت قبيلة سييرا الميواكية الجنوبية الجبل بـ» سوبيمينينو «، أما قبيلة سييرا الميواكية الجنوبية فسمته» أو-جي اومبيلي «.
اقترح سكان أمريكا الاصليون تسمية أخرى للجبل: » كاوكم «أو» كاهووكم «، ولكن لا يوجد دليل لتأكيد ذلك. طبقاً للمؤرخ الهندي» بيف اورتيز «ومؤسسة» انقاذ جبل مونت ديابلو «: «أُختُلِقَ اسم» كاهووكم «عام 1886 ولا توجد علاقة حقيقية بينه وبين سكان أمريكا الاصليين»- مُشيراً إلى» لجنة كاليفورنيا التشريعية للاداب العامة «، وناقشهم. ظهرت مرة أخرى كوسيلة للتحايل عام 1916 بترجمة جديدة مُفترضة، » الجبل الضاحك «، ونُسبت من دون وثيقة لشعب الفولفون الهندي الساكن في منطقة ديابلو.
معظم جبل مونت ديابلو، وبضمنه القمة، كان مسكناً لشعب الفولفون القديم (تُلفظ احياناً: وولوون أو بولبون أو بولغون)، قبيلة تتحدث بلغة خليج ميواك، وقديماً أي عند عام 1811، سُميّ الجبل بـ» سيرو التو دي لوس بولبونز «وتعني: » تلة شعب الفولفون العظيمة «وفي بعض الاحيان: » سييرا دي لوس بولغونز «. استمرت هذه التسمية لفترة لكنها انتهت عام 1850.

### الإسم الحالي
إن الرأي المتعارف عليه هو أن اسم الجبل مُشتق من قصة هروب بعض افراد» التشوبكان «الامريكيين الاصليين عام 1805 عند دخول الإسبان، حيث هربوا بين ادغال الاشجار الواقعة على بعد 7 اميال شمال الجبل. تروي إحدى القصص تلقيهم للمساعدة بواسطة ضوء غامض اثناء هروبهم عبر الادغال، بينما نص تقرير كتبه الجنرال» ماريانو غوادالوبي فاليخو «على وجود روح راقصة قلبت المعركة لصالح قبيلة التشوبكان. ترجم فاليخو تسمية السكان الاصليين للشخصية بـ» بوي «والتي تعني» الشيطان «في لغة سكان المنطقة» الأنغلو-أمريكية «. يمكن ترجمة تقرير فاليخو ليتناسب مع بيان» إيروين غودي «.
بحلول عام 1824، عُرفت منطقة شمالي الجبل باسم: » مونت ديل ديابلو « (وتعني» دغل الشيطان «، في هذه الحالة من الممكن ان تُترجم كلمة مونت على انها» دغل «أو» غابة كثيفة «)، كما تظهر على خرائط هذه الايام (كونكورد، باتشكو). وفي وقت لاحق، أدرك المستوطنون أن كلمة» مونت «تشير بشكل مباشر إلى الجبل، وسُجلت بدرجات مختلفة من التأكيد حتى أصبح اسم» مونت ديابلو «رسمياً عام 1850.
في مايو عام 1862، أطلق الرئيس الميداني لإستطلاعات كاليفورنيا الجيولوجية ويليام اتش بريوير تسمية» مونت كينغ «على قمة جبل مونت ديابلو الشمال شرقية، تيمناً باسم الثوري» توماس ستار كينغ «، القس الموحّد ومُلغي عقوبة الإعدام والجمهوري ومُناصر يوسميتي والإتحادي الثقافي وأحد قادة كاليفورنيا الفكريين. تُعرف القمة في يومنا هذا بالـ» القمة الشمالية «فحسب.